# Elaphidion densevestitum
Elaphidion densevestitum là một loài bọ cánh cứng trong họ Cerambycidae.